# Château de Magny (Allier)
Pour les articles homonymes, voir Château de Magny.
Le château de Magny est un édifice situé à La Chapelle-aux-Chasses, en France.

## Localisation
Le château est situé sur le territoire de la commune de La Chapelle-aux-Chasses, dans le département de l'Allier, en région Auvergne-Rhône-Alpes.

## Description
Le corps de logis du château, de plan rectangulaire à un seul niveau surélevé, est doté d'ouvertures aux linteaux a arc surbaissé.
L'entrée centrale se fait sur un perron à escalier à double évolution. Deux avant-corps, en légère saillie et aux chaînages de pierre de taille, flanquent les angles.

## Historique
La construction du château de Magny date de 1755.